# Ден Северн
Деніел ДеВейн Северн (англ. Daniel DeWayne Severn; 8 червня 1954, Колдвотер, Мічиган, США) — американський спортсмен, професійний борець, реслер і спеціаліст зі змішаних бойових мистецтв (англ. MMA). Чемпіон 5-го турніру UFC і турніру «The Ultimate Ultimate» (1995 рік). У професійному спорті провів понад 100 двобоїв. Включений до Залу слави UFC.